# Změkčování vody
Změkčování vody je poněkud zavádějící označení pro odstraňování kationtů vápníku a hořčíku (Ca2+ a Mg2+) z vody. Odstraněním těchto kationtů lze zabránit tvorbě úsad, lidově vodního a kotelního kamene.
Hořečnaté ionty jsou zahrnuty spíše z historického hlediska. Rozpustnost hořečnatých sloučenin je poměrně vysoká. Tvrdost vody se však stanovuje jako suma vápenatých a hořečnatých iontů pomocí chelatometrické titrace.
Pro změkčování vody se používá většinou silně kyselý katex v sodíkové formě. Voda prochází kolonou naplněnou ionexem, kde se ionty Ca2+ a Mg2+ z roztoku vymění za ionty Na+. Regenerace ionexu se provádí solankou. Dříve se pro změkčování vody komerčně používaly zeolity.